# Elaine Thompson-Herah
Elaine Thompson-Herah (* 28. Juni 1992 in Kingston, als Elaine Thompson) ist eine jamaikanische Sprinterin. Sie ist zweimalige Doppelolympiasiegerin im 100- und 200-Meter-Lauf. Im August 2021 lief Thompson-Herah über 100 Meter mit 10,54 s die bisher zweitschnellste von einer Frau erreichte Zeit.

## Leben

### Frühe Jahre
Elaine Thompson wuchs in Banana Ground, Manchester Parish, auf. Sie besuchte die Gargolie Primary School, die Christiana High School und die Manchester High School. Ab 2013 studierte sie an der University of Technology (UTech) in Kingston. Unter dem Training von Paul Francis an der UTech sowie dessen Bruder Stephen Francis vom renommierten MVP Track & Field Club entwickelte Thompson ihre Leistungen kontinuierlich weiter. Erste internationale Erfahrungen sammelte sie bei den Zentralamerika- und Karibikmeisterschaften 2013 im mexikanischen Morelia. Als Startläuferin führte sie die jamaikanische 4-mal-100-Meter-Staffel zur Goldmedaille. Bei den Commonwealth Games 2014 in Glasgow gewann Jamaika ebenfalls den Staffelwettbewerb, allerdings kam Thompson hier nur im Vorlauf zum Einsatz und wurde im Finale durch Schillonie Calvert ersetzt.

### Aufstieg in die Weltspitze
In der Saison 2015 gelang Thompson der Durchbruch in die Weltspitze. Beim UTech Classic im April blieb sie mit 10,92 s erstmals unter der 11-Sekunden-Marke. Ende Mai verbesserte sie sich beim Prefontaine Classic in Eugene auf 10,84 s. Auf Anraten ihres Trainers Stephen Francis verzichtete sie aber auf einen Start über 100 Meter bei den jamaikanischen Meisterschaften Ende Juni, sondern trat nur im 200-Meter-Lauf an. Sie siegte in 22,51 Sekunden vor Sherone Simpson und Veronica Campbell-Brown und qualifizierte sich damit für die Weltmeisterschaften in Peking. Beim London Grand Prix Ende Juli steigerte sie ihre Bestleistung über 200 Meter auf 22,10 s. Bei den Weltmeisterschaften verbesserte sie sich auf 21,66 s und gewann damit die Silbermedaille hinter der Niederländerin Dafne Schippers. Ferner holte sie gemeinsam mit Veronica Campbell-Brown, Natasha Morrison und Shelly-Ann Fraser-Pryce den Titel in der 4-mal-100-Meter-Staffel. Bei den Hallenweltmeisterschaften 2016 in Portland gewann Thompson im 60-Meter-Lauf hinter der US-Amerikanerin Barbara Pierre und Dafne Schippers die Bronzemedaille.

### Doppelsieg bei Olympia

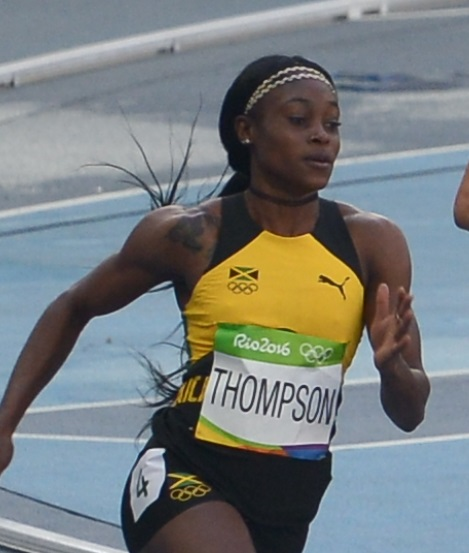
Thompson bei den Olympischen Spielen 2016 in Rio de Janeiro

Den bis dahin größten Erfolg ihrer Karriere feierte Thompson mit den Siegen im 100- und im 200-Meter-Lauf bei den Olympischen Spielen in Rio de Janeiro. Über 100 Meter siegte sie in 10,71 s überlegen vor der US-Amerikanerin Tori Bowie (10,83 s) und ihrer Landsfrau und Titelverteidigerin Shelly-Ann Fraser-Pryce (10,86 s). Im 200-Meter-Lauf setzte sie sich in 21,78 s gegen die Niederländerin Dafne Schippers (21,88 s) und Tori Bowie (22,15 s) durch. Außerdem gewann sie mit der jamaikanischen Mannschaft die Silbermedaille in der 4-mal-100-Meter-Staffel.
2017 siegte Thompson mit der jamaikanischen 4-mal-200-Meter-Staffel mit neuem Meisterschaftsrekord von 1:29,04 min bei den IAAF World Relays 2017 auf den Bahamas in der Besetzung Jura Levy, Shericka Jackson, Sashalee Forbes, Elaine Thompson.
Danach ließ sie eine Weltjahresbestzeit von 10,71 s in Kingston und fünf Siege in der Diamond League in Doha, Shanghai, Paris, London und Rabat folgen, lediglich unterbrochen von einem dritten Platz über 200 Meter in Eugene am 27. Mai. Seitdem plagten sie Probleme mit der Achillessehne, die sie zu anderem Schuhwerk und längeren Pausen zwischen ihren Rennen zwangen. Bei den Weltmeisterschaften in London wurde sie im 100-Meter-Finale in 10,98 s lediglich Fünfte, nachdem sie im Halbfinale mit 10,84 s noch die schnellste Läuferin gewesen war. Ihr Trainer Francis äußerte sich dahingehend, dass das Absolvieren von drei Rennen an zwei Tagen aufgrund ihrer Achillessehnenprobleme grenzwertig gewesen sei. Auf einen Start über die 200-Meter-Strecke und mit der 4-mal-100-Meter-Staffel verzichtete sie. Sie beendete ihre Saison bei den Diamond-League-Finals: Über 200 Meter wurde sie beim Weltklasse Zürich in 22,00 s Zweite hinter Shaunae Miller-Uibo, über 100 Meter siegte sie eine Woche darauf in Brüssel mit einer Zeit von 10,92 s und konnte sich damit wie schon im Vorjahr das Preisgeld von 50.000 US-Dollar sichern.
Bei den Hallenweltmeisterschaften 2018 in Birmingham verpasste sie als Vierte im Finale mit 7,08 s eine Medaille über 60 Meter. Auch bei den Commonwealth Games im April blieb sie hinter den Erwartungen zurück, als sie über 200 Meter mit 22,30 s Vierte wurde und lediglich mit der Staffel die Silbermedaille gewann. Für den Rest der Saison verzichtete sie dann vollkommen auf 200-Meter-Rennen. Über 100 Meter nahm sie regelmäßig an Wettkämpfen teil, schon früh in der Saison meldete sie aber, dass sie nach wie vor mit Schmerzen an der Achillessehne zu kämpfen habe. Dies beeinträchtige vor allem das Abdrücken aus dem Startblock und die Startphase. Nach einem weiteren Meistertitel bei den jamaikanischen Meisterschaften und drei Läufen unter 11 Sekunden beendete sie als dreizehntschnellste Läuferin des Jahres im Juli vorzeitig ihre Saison.

### 2019
Bei den IAAF World Relays 2019 gewann sie mit der 4-mal-200-Meter-Staffel Jamaikas die Bronzemedaille. Mit einem Sieg bei der Diamond League in Rom in 10,89 s meldete sie sich dann am 6. Juni zurück an der Weltspitze. Ende Juni feierte sie ihren ersten Doppelerfolg bei nationalen Meisterschaften. Über beide Distanzen siegte sie jeweils mit neuen Weltjahresbestleistungen von 10,73 s und 22,00 s vor Shelly-Ann Fraser-Pryce. Bei den Panamerikanischen Spielen 2019 in Lima im August gewann sie mit 11,18 s die Goldmedaille.

### 2020
Bei den Olympischen Spielen 2020 wurde sie vor ihren Landsfrauen Shelly-Ann Fraser-Pryce und Shericka Jackson erneut Olympiasiegerin über die 100-Meter-Strecke, was den sogenannten Sweep (Dreifacherfolg) für Jamaika bei Olympia bedeutete. Das Finale der 100 Meter in Tokio lief sie in 10,61 s und stellte damit sowohl einen olympischen Rekord als auch eine persönliche Bestleistung auf. Vier Tage darauf wurde sie erneut Olympiasiegerin über die 200-Meter-Strecke in 21,53 s. Mit der 4-mal-100-Meter-Staffel gewann sie mit neuem Landesrekord von 41,02 s ihre dritte Goldmedaille bei diesen Spielen und wurde damit die erfolgreichste Leichtathletin in Tokio.

### 2021
Am 21. August 2021 lief Thompson-Herah über 100 Meter beim Diamond League Meeting in Eugene mit 10,54 s die bisher zweitschnellste von einer Frau gelaufene Zeit.

### 2024
Thompson-Herah erlitt am 9. Juni beim Großen Preis von New York City einen Riss der Achillessehne und musste von der Strecke getragen werden. Sie kündigte an, dass sie dadurch die Olympischen Sommerspiele 2024 verpassen würde.